# Abbaye Saint-Michel du Tréport
Pour les articles homonymes, voir Abbaye Saint-Michel et Saint-Michel.
L’abbaye Saint-Michel du Tréport, située au Tréport dans le département de la Seine-Maritime en région Normandie a été fondée en 1036 ou 1059, au-dessus de l'actuelle église Saint-Jacques.

## Histoire
La date de fondation est incertaine, 1036 selon Coquelin et Pierre-Paul Laffleur de Kermaingant (d)  ou 1059 selon Jean Mabillon. Elle est fondée par Robert, comte d'Eu, sur le conseil de Maurille, archevêque de Rouen, et lui donne assez de richesses pour en faire une abbaye importante. Les premiers religieux viennent l'abbaye Sainte-Catherine du Mont près de Rouen.
En 1149, le comte Jean accorde aux religieux de Saint-Michel d'importants privilèges à l'égard des juridictions auxquelles ils peuvent ressortir, et à l'abbé un pouvoir étendu, en particulier celui de haute justice sur certains territoires. Ces avantages sont ensuite contestés par les officiers des comtes d'Eu. Au début du XVe siècle, l'abbé est obligé d'attendre le résultat d'une enquête, pour faire reconnaître son droit de justicier, et les limites de sa puissance ne franchissent plus les murs de la cour de son monastère.
Les richesses de l'abbaye vont en s'accroissant jusqu'au début du XIIe siècle ensuite le zèle des donateurs se ralentit, après la comtesse Alix, les comtes d'Eu cessent d'accorder de nouvelles faveurs à l'abbaye. Les dîmes et les droits de patronage sont la source de nombreuses difficultés avec les curés des paroisses, avec les archevêques de Rouen et quelquefois même avec les habitants du pays.
En 1161, est établie la confraternité entre l'abbaye d'Eu et l'abbaye du Tréport indiquant que si quelque religieux de l'une et l'autre communauté est en désaccord avec son abbé, il pourra se retirer dans l'autre abbaye, jusqu’à ce que le tout fut apaisé. En 1220, le monastère du Tréport se lie à celui de Saint-Martin d'Aumale. Elle entretient des relations étroites avec l'abbaye de Briostel et celle du Bec.
Elle est dévastée par les Anglais, sous Philippe Auguste. Pendant la guerre de Cent Ans, les Anglais brûlent le Tréport et Mers en 1340. L'abbaye est attaquée par les Anglais et détruite en 1365. En 1412, les Anglais commettent de nouveau, dans la contrée, de terribles ravages, brûlant Mers, Le Mont-Huon et Le Tréport. Le monastère souffrent des fureurs de la guerre.
Vers 1523, Michel, moine du Tréport, élu abbé par le couvent, est écarté ; François de Clèves prend l'abbaye en commende (concordat de 1516). Elle est dirigée par des abbés commendataires, qui dévorent le plus clair de ses revenus. L'abbaye n'est plus habitée que par quelques moines, qui vivent là misérablement. L'obligation stricte de se soumettre au prieur est méconnue, le vœu de pauvreté individuelle oublié ; les moines se font payer pour chanter l'office et prier pour le repos des morts, et c'est à qui d'entre eux obtiendra quelqu'une des charges claustrales, érigées en bénéfices à l'élection du chapitre.
Brûlée de nouveau par les Anglais et les huguenots en 1545, elle est ruinée par les guerres de Religion, qui ont entraîné l' aliénation de quelques-uns de ses plus beaux domaines vers 1574.
En 1639, les religieux mènent une vie extrêmement « débordée », deux moines sont dans les prisons de Rouen. François II de Harlay, archevêque de Rouen, suspend tous les religieux de l'abbaye du Tréport et donne la garde de l'abbaye et du revenu au P. Douchard, prieur de l'abbaye d'Eu. Il fait absoudre de sa suspension Louis du Héron et le nomme prieur.
Le 18 octobre 1659, l'abbaye s'unit à la congrégation de Saint-Maur.
Le 13 février 1790, l'Assemblée constituante prononce l'abolition des vœux monastiques et la suppression des congrégations religieuses. L'abbaye est vendue comme bien national au sieur de Bonnaire. 
Sous la Révolution, les bâtiments servent de caserne. Le bâtiment est peu entretenu et tombe peu à peu en ruine à partir du Premier Empire. En 1840, les bâtiments subsistants sont rasés et un grand corps de bâtiment est construit le long de la nouvelle rue des Casernes.

## Administration
L'administration du monastère comporte l'abbé, un prieur, élu par les religieux, un sous-prieur, un sacristain qui est également chantre, un cellérier, appelé aussi procureur, ou qui porte ces deux titres simultanément, et est chargé à lui seul de la gestion des biens de l'abbaye, un trésorier et un infirmier, un portier, et un aumônier.

## Abbés et abbés commendataires

### Abbés réguliers
1. 1059 : Herbert[3] ou Rainier[4], premier abbé.
2. Alfred ou Alverede
3. Drogon
4. ~ 1101-1118 : Osberne de Fréauville
5. ~ 1150 : Foucher ou Foulcher
6. ~ 1159 : Guillaume Ier
7. ~ 1161 : Richard Ier
8. ~ 1167-1170 : Toustain ou Turstan
9. ~ 1181-1183 : Guillaume II
10. ~ 1196-1199 : Arthur
11. ~ 1207-1216 : Raoul Ier
12. ~ 1220 : Hugues
13. ~ 1222-1238 : Henri Ier
14. ~ 1245-1249 : Laurent
15. ~ 1250-1268 : Guillaume III
16. ~ 1277-1287 : Étienne
17. ~1315-1331 : Henri II
18. ~ 1337-1357 : Guillaume IV
19. ~ 1350 : Raoul de Vieilleville
20. ~ 1370- ?   : Martin de Saint-Sulpice
21. ~ 1376-1384 : Robert
22. ~ 1397-1413 : Jean Ier
23. ~ 1414-1430 : Nicolas de Poix
24. ~ 1438 : Adam de Préaux
25. ~ 1453-1461 : Richard II de Longuemort
26. ~1461-1485 : André de Marquien
27. ~ 1488-1517 : Richard III de Longuemort, dernier abbé régulier.

### Abbés commendataires
À partir du concordat de 1516, commence la série des abbés commendataires et seigneurs temporels :
- ~1523 : François de Clèves  († 1545), troisième fils d'Engilbert de Clèves, comte de Nevers et d'Eu, protonotaire du Saint-Siège, prieur de Saint-Éloi et de Notre-Dame d'Argenteuil.
- ~1537-1541 : Charles Ier (1523-1590), cardinal de Bourbon-Vendôme
- ~1547-1550 : Philippe de La Chambre (1490-1550)
- 1550-1573 : Innocenzo Ciocchi del Monte
- 1574 : Alexandre Salvagien ou Salvagiani, neveu du précédent, protonotaire du Saint-Siège, aumônier du roi Henri III.
- 1603-1615 : Nicolas de Bellengreville († 1615), seigneur des Alleux, dit Bras-de-Fer, capitaine huguenot
- ~ 1622 : Jean de Bellengreville, cousin du précédent, fait abbé enfant.
- 1624-1627 : Charles de Fontaines de Pellevert († 1627)
- ~1659-1670 : Jacques de Souvré (1600-1670)
- 1670-1699 : Nicolas de Béthune-Charost (1660-1699), docteur en Théologie.
- 1699-1702 : Daniel de Francheville (1648-1702)
- 1702-1717 : Gilles-Jean-François de Beauveau (1652-1717).
- 1717-1740 : Claude Louis de La Châtre(1698-1740)
- 1740-1758 : Jacques de Saint-Pierre († 1758)
- 1758-1779 : Charles Taparelli, comte de Lagnasco († 1779), conseiller d'État et ministre de Frédéric-Auguste III et de son fils Clément Wenceslas de Saxe.
- 1781-1790 : Jacques de Ligniville, dernier abbé du Tréport

## Prieurs
Le prieur est le moine choisi par l'abbé pour le seconder : on parle alors de prieur claustral, ou de grand-vicaire, numéro deux d'une abbaye.

### Prieurs avant la réforme de 1660
- 1211 : Geoffroy.
- 1217 : Henri.
- 1228 : Michel Le Guen.
- 1234 : Guillaume de Tocqueville.
- 1252 : Raoul.
- 1357 : Jean de Villaribus.
- ~1476 : Jacques le Mongnier
- ~1488 : B. Gilles, abbé religieux et procureur ; Guillaume le François, sous-prieur
- ~1534-1535 : Michel Tuilier, prieur ; Jean de Haussart, sous-prieur
- 1553 : Jean Maugier
- ~1574 : Nicole de St-Pierre, prieur ; Toussaint Sauchoy, sous-prieur
- ~1577 : Toussaint Sauchoy, prieur ; Nicole Poulain, sous-prieur
- ~1576 : Jacques Guilleti
- ~1639-1642 : Louis du Huron, prieur et trésorier

### Prieurs après la réforme de 1660
- 1660-1672 : Benoist Coquelin, premier prieur du monastère, après son union à la Congrégation de Saint-Maur.
- 1702-1705 : Dom Nicolas Du Bout (1653-1706)

## Description
Selon Coquelin en 1671 :
L'église de la paroisse fait un coin de l'abbaye et du pied de la tour de l'église part une forte muraille. L'entrée qui donne au sud est au bout de cette muraille avec le frontispice et au-dessus deux encoignures en forme de tourelles, au milieu une grande porte cochère, et une plus petite à côté. L'entrée ouvre sur une place bordée d'arbres. Les murailles qui aboutissent par l'autre coté à l'église, font l'enceinte des jardins et du monastère.
Dans La première cour de l'entrée du monastère, on a les granges de l'abbaye à gauche en entrant et à droite la maison du portier et le logis de l'aumônier qui vient joindre le pignon de l'église abbatiale. Cette cour a un jardin pour l'aumônier. Une grande porte cochère permet d'entrer dans une 2e cour, où sont logés les officiers du monastère, une chambre pour coucher les serviteurs, une écurie, une menuiserie, un pressoir, une brasserie, un poulailler, le puits, et une mare. Au bout de cette cour est le jardin de l'Abbé, à côté du logis abbatial. Entre le corps du logis abbatiale et le nouveau dortoir, il y a deux chambres d'hôtes, au-dessous une  lavanderie et une boulangerie, qui d'un côté communiquent par un escalier dans le cloître, et par l'autre bout a une petite galerie qui va joindre la cuisine et le réfectoire, et monte au cloître et au dortoir. Entre ce bâtiment et l'ancien et le nouveau dortoir, il y a une petite cour carrée, dans laquelle on entre par une grande porte prise sous le dessous de la 1ère chambre des hôtes. De là on entre dans le jardin de la communauté.
Dans le corps de logis, il a une cuisine voûtée et pavée avec ses dalots et égouts, le réfectoire et le chapitre boisé, pavé et voûté. Au-dessus, il y a un corps de dortoir contenant 12 cellules (en) de religieux, une chambre commune avec son chauffoir, et une bibliothèque. Le grenier dans le dernier étage au-dessus et tout le long du dortoir, est « terré » pour recevoir et conserver les grains. Dans le milieu de ce dortoir, cinq cellules de religieux, ensuite une galerie du côté ouest, qui conduit à la chambre du cellérier, auprès duquel il y a deux chambres, l'une sur l'autre, une pour le dépositaire et l'autre pour le portier, qui ont accès par un escalier à la porte et peuvent contenter les séculiers sans troubler la communauté. Au-dessous des chambres de ce nouveau dortoir, il y a une salle destinée aux hôtes. Tout en bas, il y a les caves et dépenses (pièce où l'on serre les provisions de bouche) tout le long de cet édifice.
dessus a son grenier.
Dans l'enclos de ces bâtiments et de l'église, il y a le cloître voûté et pavé et au milieu le préau.

### L'église abbatiale
Sa longueur intérieure depuis la porte de la nef jusqu'au fond de la chapelle de Notre-Dame était de 38 toises (70 mètres environ), sa largeur de 9 toises (16 mètres), la hauteur de 5 toises (9 mètres). Le clocher avait 45 toises (80 mètres) de hauteur. Le chœur construit en pierre de Caen, comportait 58 chaires ; elle était éclairée par 15 vitraux.
Sépultures
- Béatrix comtesse d'Eu, épouse de Robert d'Eu.
- André de Marquien, abbé de l'abbaye.

Reliques
- trois moines de la règle de saint Colomban qui ont convertit saint Riquier et fondèrent l'abbaye de Saint-Riquier : saint Andrian, saint Caydoce et saint Mauguille ;
- saint Sulpice, archevêque de Bourges ;
- saint Vincent, martyr ;
- saint Blaise, évêque et martyr ;
- saint Laurent, martyr ;
- saint Saturnin, archevêque de Toulouse et martyr ;
- saint Fiacre.

## Prieurés
L'influence de l'abbaye s'étend sur les prieurés où elle envoie ses religieux et recueille les revenus :
- prieuré de Sainte-Croix de Flamanville ;
- prieuré de Saint-Nicolas de la Fresnoye, près d'Aumale ;
- prieuré de Notre-Dame de Hornoy ;
- prieuré de Saint-Jean de Camps-en-Amiénois, fondé en 1136 par le seigneur du lieu, Raoul d'Airaines qui donne à l'abbaye, le quart de la petite ville de Camps-en-Amiénois et l'église du lieu ;
- prieuré de Notre-Dame de Rouge-Camp, écart de la commune de Cuverville-sur-Yères, fondé au début du XIIe siècle par le comte Henri d'Eu ; n'est plus au XVIIIe siècle qu'un bénéfice régulier à la nomination de l'abbé du Tréport ;
- prieuré de Saint-Pierre d’Eurville, sur la commune de Val-de-Saâne, devient au XVIIe siècle, bénéfice simple à la collation de l’abbé du Tréport. La chapelle Saint-Eloy dans la paroisse de Lamberville lui appartenait ;
- prieuré Notre-Dame d'Hastings, dans le comté de Sussex, fondé en 1152.

## Patrimoine foncier
Le comte Robert avait donné l'église de l'abbaye avec toutes ses appartenances et la dîme ; au Tréport, des terres et des maisons et la dîme des deniers de la vicomté, ainsi que celle de la vicomté d'Eu ; la dîme du panage de la forêt d'Eu et de tous les essarts de cette même forêt ; la dîme des moulins de Blangy et de Sept-Meules ; la terre de Mesnil-Val, hameau entre Criel et Flocques, le Quesnay, hameau de Criel, le Mesnil-Saurel, hameau du Tréport, le Mesnil-Allard, hameau de Saint-Léger-aux-Bois, le Mesnil-Grémichon, hameau de Saint-Martin-du-Vivier, Grémont-Mesnil, hameau de Blangy-sur-Bresle et la moitié de Boiteaumesnil hameau de Blangy ; la moitié de Villy-le-Bas, son domaine de Fontaine près Blangy, Saint-Martin-au-Bosc, un domaine à Flamanville ; un moulin à Criel avec la  moute de Flocques et d'Étalondes ; des droits de pêche. Son fils Guillaume, offre l'église d'Hesmy et la dîme, et un chevalier offre aux religieux le Mesnil-Sterlin, hameau d'Étalondes pour constituer le premier fonds de l'aumône. Henri, comte d'Eu, fils du comte Guillaume, donne à l'abbaye la dîme des deniers des vicomtés de Criel, de Sept-Meules et de Grandcourt et l'église Saint-Jacques du Tréport. Le comte Jean concède à l'abbaye sa chapelle de Saint-Nicolas de Rouen avec toutes ses dépendances.
En 1534, les marais entre le Tréport et Mers sont délaissés au profit des habitants par l'abbé François de Clèves, ainsi que Les moulins à blé et à huile de Criel qui sont vendus. En 1547, le patrimoine est diminué de la terre de Sainte-Croix , la ferme de Camps-en-Amiénois, les moulins à blé et à huile de Criel, la maison d'Abbeville, et une autre à Rouen, la maison et manoir d'Eu, le dixmage de Bazinval délaissé aux religieux de Sery.
Les moines du Tréport, pour satisfaire aux sacrifices imposés au clergé, pendant les guerres de Religion, sont forcés d' aliéner quelques-unes des plus belles possessions de l'abbaye : les prés salés, le dixmage de Saint-Martin-au-Bois, le fief du Mesnil-Allard en 1575, le fief, terre et seigneurie de Basoches dans la vicomté de Falaise en 1642.
Selon une déclaration de 1642, toutes les dixmes, les rentes, fermes, et offices se montent à la somme de 17,799 livres.

## Dîmes
Les dîmes pesaient sur des produits très variés tels que les grains, le vin, les fruits des arbres, les petits des animaux, le foin, le lin, la laine, le chanvre, les fromages.
Le chapitre de l'abbaye a le droit de patronage, de présentation à l’évêque et de nomination d'un desservant aux églises ou cures (paroisses) où il percevait aussi les grosses dîmes : Aubéguimont, Avesnes, Bailly-en-Rivière, Bazoches, Biville[Lequel ?], Bourgtheroulde, Brunville, Camps-en-Amiénois, Eurville, la Fresnoye, Guerville, Guilmécourt, Hesmy, Lignemare, Melleville, Monchaux, Orival, Penly, Réalcamp, Rieux, Saint-Pierre-en-Val, Saint-Martin-au-Bosc, Saint-Valéry du Mont-Aqueux au Mont-Jolibois, hameau de Criel, Saint-Séverin de Vimeu, Sauchay-le-Bas, Sept-Meules, Le Tréport, Val-du-Roy et Villy-le-Bas.
L'abbé est aussi décimateur dans un certain nombre d'autres paroisses, où il n'a pas droit de patronage, telles que Assigny, Auquemesnil, Bazinval Blangy, Boscrocourt, Caudecotte, Grandcourt, Greny, Mélincamp, Monchy-sur-Eu, Montreuil-en-Caux, Nullemont, Pendé, Puisenval; Richemont, Saint-Martin-le-Gaillard, Saint-Pierre-des-Jonquières, Saint-Sulpice, Le Tôt, Tocqueville et Touffreville-sur-Eu.
L'abbaye possède cinq chapelles : Briançon à Criel, Sainte-Croix de Flamanville, le Saint-Esprit d'Ault, celles de Saint-Martin-le-Gaillard et de Saint-Nicolas de Rouen.

## Héraldique
| Armoiries de l'Abbaye de Saint-Michel du Tréport | Les armes de l'abbaye se blasonnent ainsi : Écartelé, au premier et quatrième des gueules à la croix pâtée d'or ; au deuxième et troisième, d'or au chevron de sable, chargé de trois coquilles d'argent, sommé d'une crosse. |

## Vestiges
Il existe peu de vestiges de l'abbaye. Quelques pans de mur sont observables, derrière l'école Pierre-Brossolette, entre la rue Alexandre-Papin et la rue des Casernes.